# Abya Yala

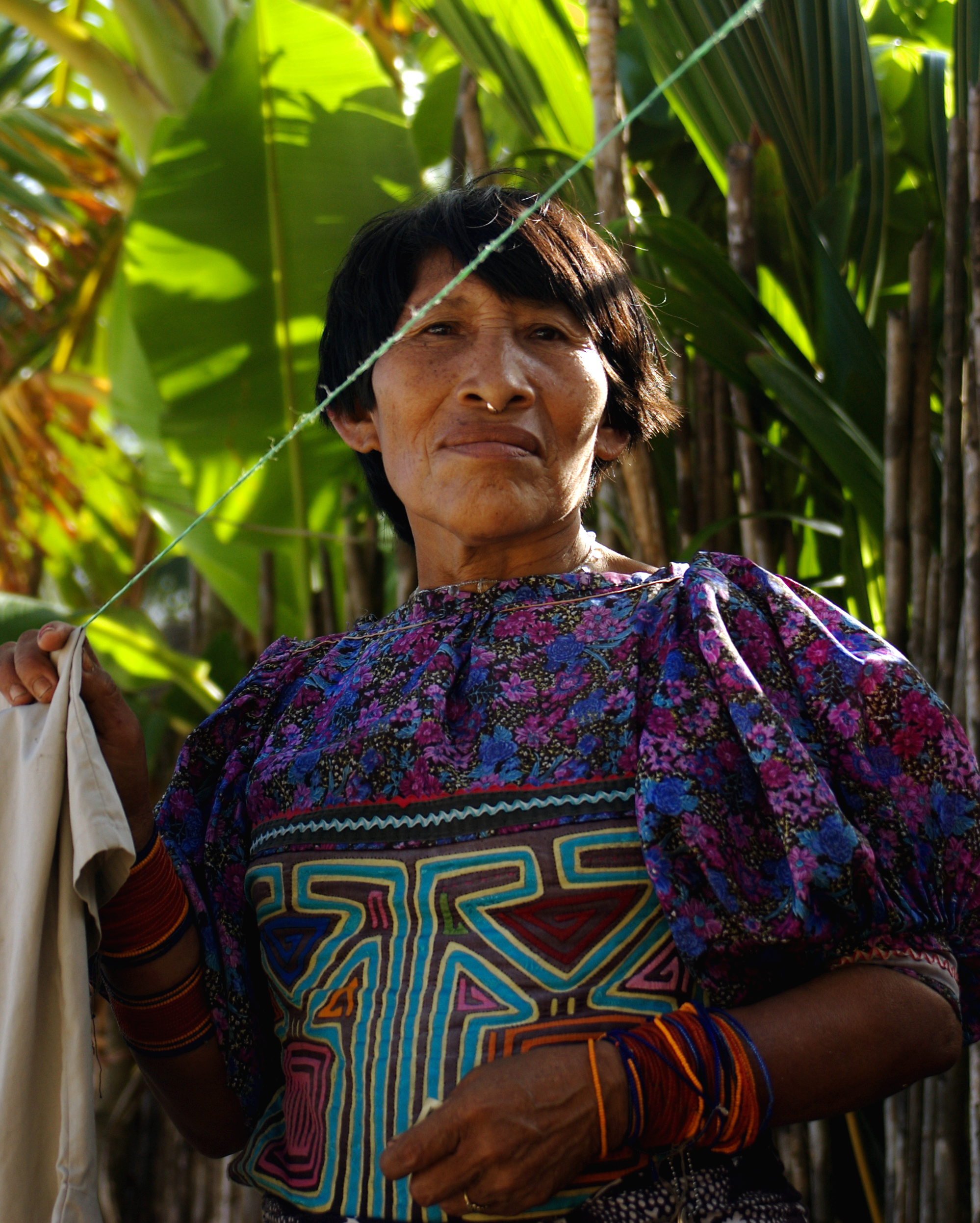
En kuna-kvinna klädd i mola i Guna Yala, Panama.

Abya Yala avser den amerikanska kontinenten sedan förcolumbiansk tid  och betyder på kunaspråket "land i sin fulla mognad", "blomstrande land" eller "livsblodets land". Det används av uramerikanska kunafolket, vilka bebor regionen som kallas Darién-gapet mellan dagens norvästra Colombia och sydöstra Panama. Ordet används av miljontals uramerikaner.